# Université de médecine de Nara
L'université de médecine de Nara (奈良県立医科大学, Nara kenritsu ika daigaku, litt. « université préfectorale de médecine de Nara ») est une université publique japonaise située dans la ville de Kashihara, préfecture de Nara au Japon. L'établissement qui la précède est fondé en 1945.

## Hôpital de l'université de médecine de Nara

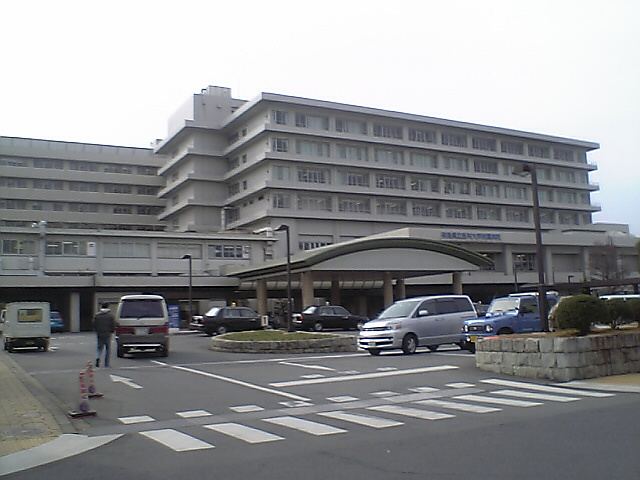
Bâtiment de l'hôpital.

L’hôpital de l'université de médecine de Nara (奈良県立医科大学附属病院, nom officiel en anglais : Nara Medical University Hospital) est un hôpital rattaché à l’université. C'est dans cet hôpital que Shinzō Abe, ancien premier ministre japonais, a succombé à ses blessures à la suite de son assassinat à Nara, le 8 juillet 2022.